# Trac
Trac — средство управления проектами и отслеживания ошибок в программном обеспечении.
Trac является открытым программным обеспечением, разработанным и поддерживаемым компанией Edgewall Software (не путать с TrackStudio Enterprise и Track+, другими системами аналогичного назначения).
Trac использует минималистичный веб-интерфейс, основанный на технологии Wiki, и позволяет организовать перекрёстные гиперссылки между базой данных зарегистрированных ошибок, системой управления версиями и вики-страницами. Это даёт возможность использовать Trac в том числе и как веб-интерфейс для доступа к системе контроля версий Subversion и Git а также, через плагины, к Mercurial, Bazaar и другим.
Поддерживаются базы данных SQLite, PostgreSQL, MySQL и MariaDB.
Trac написан на языке программирования Python и в настоящее время распространяется по модифицированной лицензии BSD. В качестве системы HTML-шаблонов веб-интерфейса Trac до версии 0.11 использовал ClearSilver. Новые версии, начиная с 0.11, используют разработанную в Edgewall систему шаблонов Genshi, при этом совместимость с плагинами, использующими ClearSilver, будет оставлена ещё в течение нескольких версий.